# Mary Scott, III contessa di Buccleuch
Mary Scott, III contessa di Buccleuch (31 agosto 1647 – 11 marzo 1661) è stata una nobile scozzese.

## Biografia
Mary era figlia di Francis Scott, II conte di Buccleuch e succedette ai titoli di suo padre come figlia primogenita all'età di 4 anni, nel 1651, divenendo così una delle più ricche ereditiere nubili di tutto quanto il regno.
Il 9 febbraio 1659 ella sposò Walter Scott di Highchester (all'epoca del matrimonio Mary aveva 11 anni ed il marito 14), che venne creato conte di Tarras l'anno successivo. Il matrimonio venne organizzato a tavolino dalla madre senza pubblicazioni e con una cerimonia presso il presbiterato di Kirkcaldy. Questo fatto creò molti malumori presso la corte inglese che stabilì che Mary vivesse separata dal marito sino al raggiungimento dei 12 anni, ma anche malgrado questo periodo di separazione i due continuarono a scriversi amorevolmente. Ad ogni modo, Mary si ammalò e morì due anni dopo la loro riunione, all'età di 13 anni, nel 1661 ed i suoi titoli passarono alla sorella, Anne.